# Bistolida kieneri
Bistolida kieneri, tên tiếng Anh: Kiener's cowry, là một loài ốc biển, là động vật thân mềm chân bụng sống ở biển trong họ Cypraeidae, họ ốc sứ.

## Phụ loài
Các phân loài sau được công nhận:
- Bistolida kieneri depriesteri Schilder, 1933
- Bistolida kieneri kieneri (Hidalgo, 1906) (đồng nghĩa: Erronea reductesignata Schilder, F.A., 1924)

## Miêu tả
Loài này có kích thước giữa 8mm và 24 mm.

## Phân bố
Loài này và các phân loài của nó phân bố ở biển dọc theo Aldabra, Chagos, Comoros, Kenya, Madagascar, vùng bể Mascarene, Mauritius, Mozambique, Réunion, Seychelles và Tanzania và ở Thái Bình Dương dọc theo Samoa.

## Hình ảnh

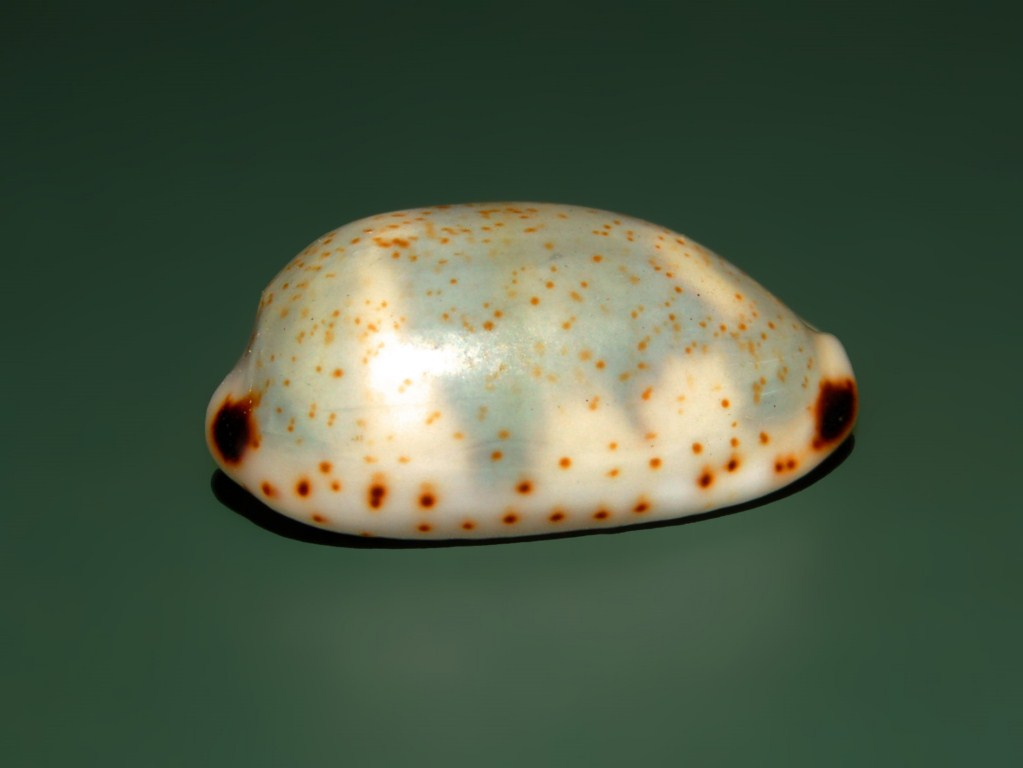
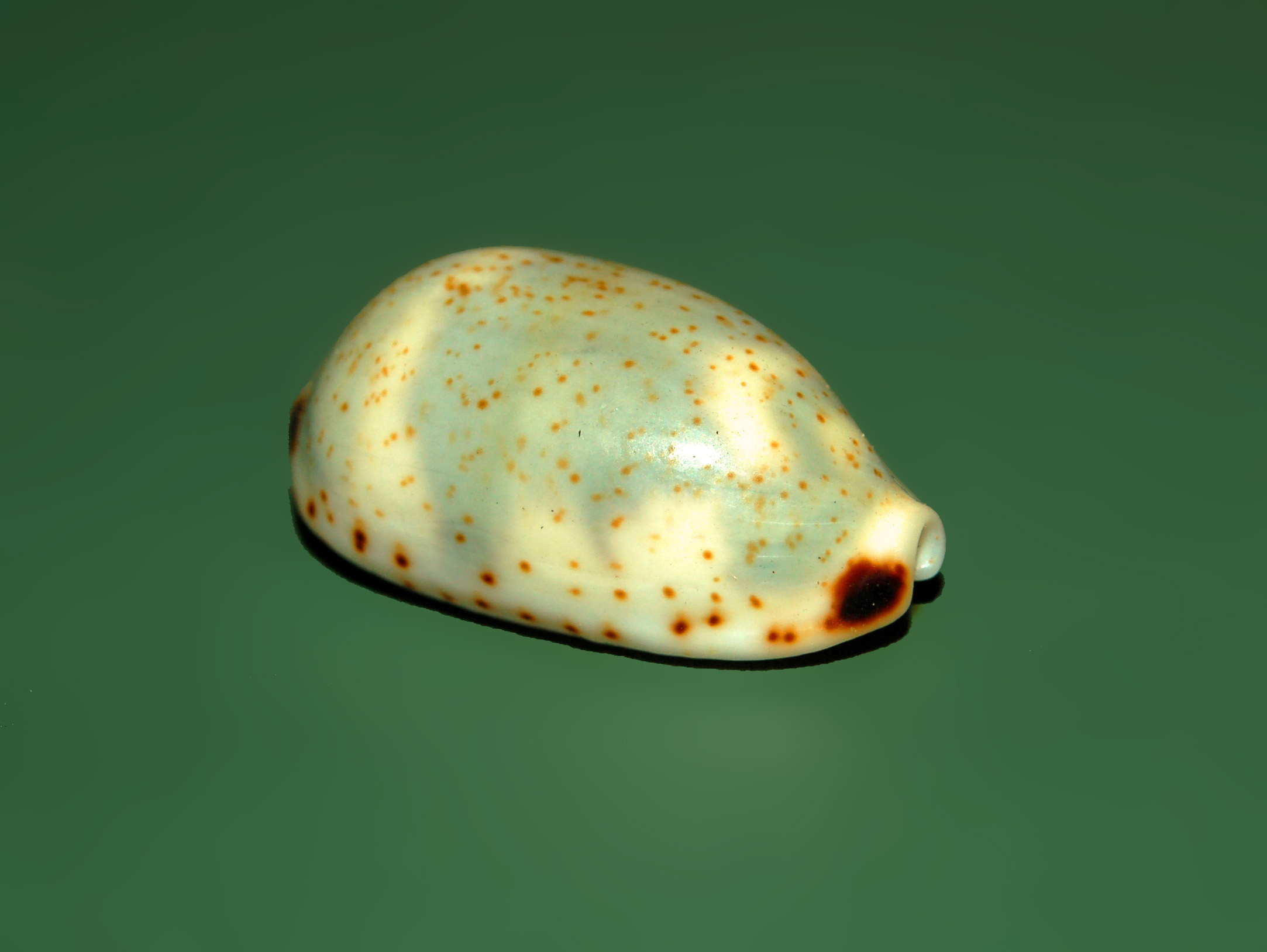
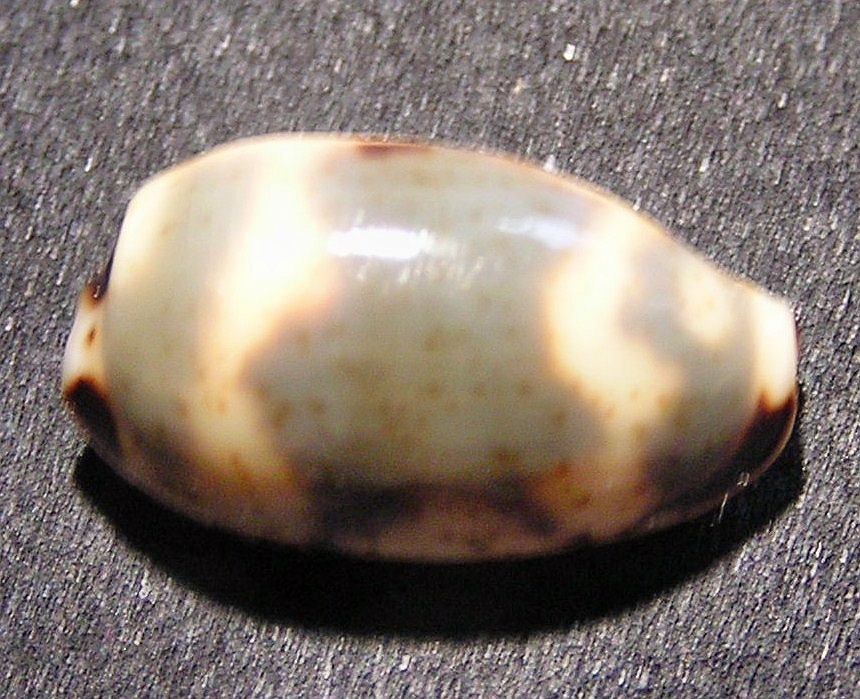